# Kaszim kánok listája

Az államalakulat elhelyezkedése

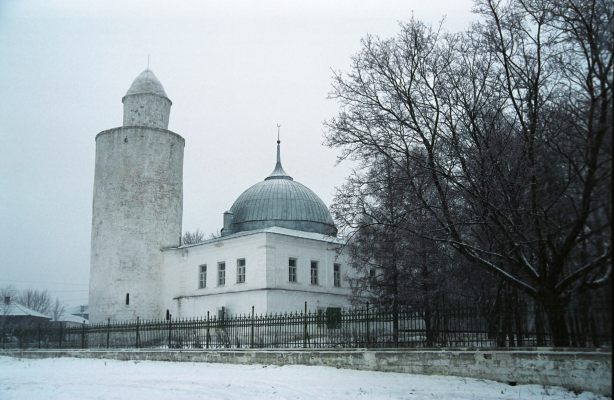
Kaszimovi minaret (15. század)

Az alábbi lista a Kaszim Kánság (az Arany Horda egyik utódállama) uralkodóit tartalmazza időrendben 1452-től 1681-ig.
| Uralkodó              | Uralkodott                            | Megjegyzés                     |
| --------------------- | ------------------------------------- | ------------------------------ |
| Kaszim                | kán: 1452, †1469                      | Olugh Mohammed kán fia.        |
| Danidzsár             | kán: 1469, †1486                      | Kaszim fia.                    |
| Núr Devlet            | kán: 1486–1491, †1503                 | Krími kán is.                  |
| Szatülgán             | kán: 1491, †1506                      | Núr Devlet fia.                |
| Dzsanaj               | kán: 1506, †1512                      | Núr Devlet fia.                |
| Sejk Aulidzsár        | kán: 1512, †1516                      | Kücsük Mohammed kán unokája.   |
| Sah Ali (*1505)       | kán: 1516–1519, ld. alább             | Sejk Aulidzsár fia.            |
| Dzsan Ali (*1516)     | kán: 1519–1531, †1535. szeptember 25. | Sejk Aulidzsár fia.            |
| Száfa Giráj           | kán: 1532–1535, †1549                 | I. Száhib Giráj krími kán fia. |
| Sahgáli (2x)          | kán: 1535, †1567. április 22.         |                                |
| Simeon                | kán: 1567–1573, †1616. január 5.      | Orosz cár is.                  |
| ...                   |                                       |                                |
| Musztafa Ali          | kán: 1584, †1590                      | Ak Kübek asztraháni kán fia.   |
| ...                   |                                       |                                |
| Uraza-Mohammed        | kán: 1600, †1610. november 22.        | Shiga-Khan kazah kán unokája.  |
| ...                   |                                       |                                |
| Arslangáli            | kán: 1614, †1626. április 24.         | Ali szibériai kán fia.         |
| Szajed Borhán (*1624) | kán: 1627, †1679                      | Arslangáli fia.                |
| Fatima                | kánnő: 1679, †1681                    | Arslangáli felesége.           |

## Megjegyzés
A kaszim kánokról nem készült családfa, ugyanis uralkodói megtalálhatók a többi mongol kános családfában.

## Fordítás
- Ez a szócikk részben vagy egészben  a(z)   Касимовское ханство című orosz Wikipédia-szócikk fordításán alapul.  Az eredeti cikk szerkesztőit annak laptörténete sorolja fel. Ez a jelzés csupán a megfogalmazás eredetét és a szerzői jogokat jelzi, nem szolgál a cikkben szereplő információk forrásmegjelöléseként.

## Külső hivatkozások
- https://books.google.com/books?id=UksEAAAAYAAJ&printsec=frontcover&hl=ru&source=gbs_v2_summary_r&cad=0#v=onepage&q&f=false
- Страницы об истории и эволюции роли Касимовского ханства, о касимовских татарах
- Касимовское царство
- Касимовское ханство
- Как же возникло Касимовское ханство?